# Anya Taylor-Joy
Anya Josephine Marie Taylor-Joy (* 16. dubna 1996 Miami) je americká herečka a modelka. Narodila se v Miami a vyrůstala v Buenos Aires a v Londýně. V šestnácti letech odešla ze školy a následovala hereckou kariéru. Po sérii menších televizních rolí dostala hlavní rolí v hororu Čarodějnice (2015) režiséra Roberta Eggerse. Její kariéra pokračovala rolemi v hororu Rozpolcený (2016) a jeho pokračování Skleněný (2019), v černé komedii Čistokrevní (2017) a hlavní rolí v dobovém dramatu Emma. (2020). Za výkon v minisérii Dámský gambit získala v roce 2021 Zlatý glóbus.

## Život
Anya Josephine Taylor-Joy se narodila v Miami na Floridě jako nejmladší ze šesti dětí. Její matka je napůl Angličanka a napůl Španělka. Její otec má kořeny skotské a argentinské. Dětství prožila střídavě v Argentině, Spojeném království a na Floridě.
Rodina Taylor-Joy se přestěhovala do Argentiny. Anya v dětství mluvila převážně španělsky, než se ve věku šesti let přestěhovala do Londýna. Navštěvovala Queen's Gate School v Londýně a Northlands school v Argentině. Věnovala se také baletu. Má tři občanství – britské, americké a argentinské.

## Kariéra
Taylor-Joy je známá rolí Thomasin v hororovém filmu Roberta Eggerse Čarodějnice. V roce 2016 hrála ve sci-fi-hororovém filmu Morgan režiséra Luka Scotta. V roce 2017 hrála v hororovém filmu Rozpolcený, režiséra scenáristy M. Night Shyamalana, kde si zahrála Casey Cooke, dívku unesenou tajemným mužem s rozpolcenými osobnostmi. V roce 2019 bylo natočeno pokračování s názvem Skleněný. Dále ztvárnila roli Illyany Rasputin/Magik ve filmu Noví mutanti. Snímek měl původně vyjít již v roce 2018, ale několikrát byla premiéra odsunuta; film měl premiéru až v roce 2020.
V roce 2020 si zahrála hlavní roli v novém filmovém zpracování románu Jane Austenové Emma, který natočila americká režisérka Autumn de Wilde. Ve stejném roce také vyšla televizní minisérie Dámský gambit, ve které herečka ztvárnila roli geniální šachistky Beth Harmonové. Obě role získaly velmi pozitivní recenze. V roce 2022 převzala štafetu po Charlize Theron v roli Furiosy, kterou ztvárnila v prequelu filmu Šílený Max: Zběsilá cesta nazvaném Furiosa: Sága Šíleného Maxe.

## Filmografie

### Filmy
| Rok  | Název                       | Role                     | Režie                           | Poznámka          |
| ---- | --------------------------- | ------------------------ | ------------------------------- | ----------------- |
| 2015 | Čarodějnice                 | Thomasin                 | Robert Eggers                   |                   |
| 2016 | Morgan                      | Morgan                   | Luke Scott                      |                   |
| 2016 | Barry                       | Charlotte Baughman       | Vikram Gandhi                   |                   |
| 2016 | Rozpolcený                  | Casey Cooke              | M. Night Shyamalan              |                   |
| 2017 | Marrowbone                  | Allie                    | Sergio G. Sánchez               |                   |
| 2017 | Čistokrevní                 | Lily Reynolds            | Cory Finley                     |                   |
| 2019 | Skleněný                    | Casey Cooke              | M. Night Shyamalan              |                   |
| 2019 | Love, Antosha               | Samu sebe                | Garret Price                    | dokumentární film |
| 2019 | Playmobil ve filmu          | Marla Brenner            | Lino DiSalvo                    |                   |
| 2019 | Radioaktivita               | Irene Curie              | Marjane Satrapi                 |                   |
| 2020 | Emma.                       | Emma Woodhouse           | Autumn De Wilde                 |                   |
| 2020 | Mladí a neklidní            | Jen                      | Eion Macken                     |                   |
| 2020 | Noví mutanti                | Illyana Rasputin / Magik | Josh Boone                      |                   |
| 2021 | Poslední noc v Soho         | Sandy                    | Edgar Wright                    |                   |
| 2022 | Seveřan                     | Olga                     | Robert Eggers                   |                   |
| 2022 | Menu                        | Margot                   | Mark Mylod                      |                   |
| 2022 | Amsterdam                   | Libby Voze               | David O. Russelll               |                   |
| 2023 | Super Mario Bros. ve filmu  | princezna Peach (hlas)   | Aaron Horvath a Michael Jelenic |                   |
| 2024 | Furiosa: Sága Šíleného Maxe | Furiosa                  | George Miller                   |                   |
| 2024 | Duna: Část druhá            | Alia Atreides            | Denis Villeneuve                |                   |
| 2025 | Roklina                     | Drasa                    | Scott Derrickson                |                   |

### Televize
| Rok       | Název                     | Role                      | Poznámka                       |
| --------- | ------------------------- | ------------------------- | ------------------------------ |
| 2014      | Endeavour                 | Philippa Collins-Davidson | díl: Nokturno                  |
| 2015      | Atlantis                  | Cassandra                 | 5 dílů                         |
| 2017      | Miniaturista              | Pertonella "Nella" Brandt | hlavní role; 2 díly            |
| 2019-2022 | Gangy z Birminghamu       | Gina Gray                 | hlavní role; 11 dílů           |
| 2019      | Temný krystal: Věk vzdoru | Brea (hlas)               | hlavní role; 10 dílů           |
| 2020      | Dámský gambit             | Beth Harmon               | hlavní role; 7 dílů            |
| 2021      | Saturday Night Live       | Samu sebe                 | díl: Anya Taylor-Joy/Lil Nas X |